# Corvino San Quirico
Corvino San Quirico är en ort och kommun i provinsen Pavia i regionen Lombardiet i Italien. Kommunen hade 1 022 invånare (2018).